# Тешко мени са тобом (а још теже без тебе)
Тешко мени са тобом (а још теже без тебе) је други студијски албум југословенског бенда Мерлин. Објављен је 1986, а на омоту се налази Миља Марин.

## Списак пјесама
Све пјесме је написао Дино Дервишхалидовић.
1. „Дођи ил' ме се прођи“
2. „Тешко мени са тобом (а још теже без тебе)“
3. „Цијела Југа једна авлија“
4. „Не буди ме сено“
5. „Сибирска“
6. „Нек' падају ћускије“
7. „Мама, нећу да сам жив“
8. „Успаванка за Горана Б.“
9. „Е, откад ми се ниси јавила“
10. „Лажу ме“

## Извођачи
- Извршни продуцент — Ветко Шалака
- Чланови бенда — Дино Мерлин, Џаф Сарачевић, Менсур Луткица, Мили Милишић, Тула Бјелановић
- Специјални гости — Дамир Арсланагић, Горан Бреговић, Игор Ивановић, Младен Војичић Тифа, Саша Струњаш, Златан Чеха.